# Список глав правительства Болгарии
Премьер-министр Болгарии (болг. Министър-председател на България) — глава правительства Болгарии.
Премьер-министр избирается и освобождается от должности Народным собранием. Собрание также вносит изменения в состав правительства по предложению премьер-министра.
Правительство Болгарии состоит из премьер-министра, вице-премьеров и министров. Премьер-министр направляет и координирует общую политику правительства и несёт за это ответственность. Он назначает и освобождает от должности заместителей министров. Министры возглавляют министерства, кроме случаев, когда Народное собрание не решит иначе. Министры берут на себя ответственность за свои действия.
До 1916 года даты приведены по Юлианскому календарю, затем в Болгарском царстве произошёл переход на Григорианский календарь.
Наименование главы правительства Болгарии до 22 сентября 1990 года — председатель Совета министров (с формальным значением «председатель на совещании министров»); позже — министр-председатель (с формальным значением «председательствующий министр»).

## Княжество Болгария (1878—1908)
Под названием Княжество Болгария (болг. Кня́жество Бълга́рия) в историографии известно болгарское государство от момента получения автономии в границах Османской империи в 1878 году до провозглашения независимости в 1908 году. Представляло собой конституционную монархию с однопалатным парламентом (Народное собрание). Глава государства — князь. Титул монарха — «князь Болгарии» (после объединения страны — «князь Северной и Южной Болгарии»). Правящие династии: в 1879—1886 годах — Баттенбергская, 1887—1908 годах — Саксен-Кобург-Готская. 5 октября (23 сентября) 1908 года князь Фердинанд I Кобургский провозгласил себя царём болгар.
|                                           | Портрет                                   | Имя (годы жизни) | Полномочия                                | Полномочия                                | Партия | Выборы                                    | Кабинет                                   | Пр.                                       |
| Начало                                    | Портрет                                   | Имя (годы жизни) | Окончание                                 |                                           | Партия | Выборы                                    | Кабинет                                   | Пр.                                       |
| Председатели Совета Министров (1879—1908) | Председатели Совета Министров (1879—1908) | Председатели Совета Министров (1879—1908) | Председатели Совета Министров (1879—1908) | Председатели Совета Министров (1879—1908) | Председатели Совета Министров (1879—1908)                                                                          | Председатели Совета Министров (1879—1908) | Председатели Совета Министров (1879—1908) | Председатели Совета Министров (1879—1908) |
| ----------------------------------------- | ----------------------------------------- | --- | ----------------------------------------- | ----------------------------------------- | --- | ----------------------------------------- | ----------------------------------------- | ----------------------------------------- |
| 1                                         |                                           | Тодор Стоянов Бурмов (1834—1906) болг. Тодор Стоянов Бурмов                                                                                   | 5 (17) июля 1879                          | 6 декабря (24 ноября) 1879                | Консервативная партия                                                                                              | 1879, январь                              | Бурмов                                    | [ 3 ] [ 4 ]                               |
| 2 (I)                                     |                                           | епископ Климент Браницкий (в миру Васил Николов Друмев) (1841—1906) болг. епископ Климент Браницки (светско име Васил Николов Друмев)         | 6 декабря (24 ноября) 1879                | 7 апреля (27 марта) 1880                  | Консервативная партия                                                                                              | 1879, январь                              | Климент (I)                               | [ 5 ] [ 6 ]                               |
| 3 (I)                                     |                                           | Драган Киряков Цанков (1828—1911) болг. Драган Киряков Цанков                                                                                 | 7 апреля (27 марта) 1880                  | 10 декабря (29 ноября) 1880               | Либеральная партия                                                                                                 | 1879, сентябрь—октябрь                    | Д. Цанков (I)                             | [ 7 ] [ 8 ] [ 9 ]                         |
| 3 (I)                                     | 1880                                      | Драган Киряков Цанков (1828—1911) болг. Драган Киряков Цанков                                                                                 | 7 апреля (27 марта) 1880                  | 10 декабря (29 ноября) 1880               | Либеральная партия                                                                                                 |                                           | Д. Цанков (I)                             | [ 7 ] [ 8 ] [ 9 ]                         |
| 4 (I)                                     |                                           | Петко Стойчев Каравелов (1843—1903) болг. Петко Стойчев Каравелов                                                                             | 10 декабря (29 ноября) 1880               | 9 мая (28 апреля) 1881                    | Либеральная партия                                                                                                 | 1881, январь                              | Каравелов (I)                             | [ 10 ] [ 11 ]                             |
| 5                                         |                                           | генерал-лейтенант Йохан Казимир Густавович Эрнрот (1833—1913) болг. Йохан Казимир Густавович Ернрот                                           | 9 мая (28 апреля) 1881                    | 13 (1) июля 1881                          | независимый (временно уволен из Русской императорской армии) с участием Консервативной партии и Либеральной партии | 1881, июнь                                | Энрот                                     | [ 13 ] [ 14 ]                             |
| —                                         |                                           | князь Александр I (1857—1893) болг. Александър I Български урожд. Александр Йозеф фон Баттентерг нем. Alexander Joseph von Battenberg         | 13 (1) июля 1881                          | 5 июля (24 июня) 1882                     | Под непосредственным управлением правящего князя с участием Консервативной партии                                  | 1881, июнь                                | Александр I                               | [ 15 ]                                    |
| 6                                         |                                           | генерал-майор Леонид Николаевич Соболев (1844—1913) болг. Леонид Николаевич Соболев                                                           | 5 июля (24 июня) 1882                     | 19 (7) сентября 1883                      | независимый (призван из Русской императорской армии) с участием Консервативной партии                              | 1882                                      | Соболев                                   | [ 17 ] [ 18 ]                             |
| 3 (II)                                    |                                           | Драган Киряков Цанков (1828—1911) болг. Драган Киряков Цанков                                                                                 | 19 (7) сентября 1883                      | 11 июля (30 июня) 1884                    | Либеральная партия в коалиции с Консервативной партией                                                             | 1884                                      | Д. Цанков (II)                            | [ 7 ] [ 8 ] [ 9 ]                         |
| 4 (II)                                    |                                           | Петко Стойчев Каравелов (1843—1903) болг. Петко Стойчев Каравелов                                                                             | 11 июля (30 июня) 1884                    | 21 (9) августа 1886                       | Либеральная партия                                                                                                 | 1884                                      | Каравелов (II)                            | [ 10 ] [ 11 ]                             |
| 2 (II)                                    |                                           | митрополит Климент Тырновский (в миру Васил Николов Друмев) (1841—1906) болг. митрополит Климент Търновски (светско име Васил Николов Друмев) | 21 (9) августа 1886                       | 24 (12) августа 1886                      | Консервативная партия в коалиции с Прогрессивно-либеральной партией                                                | 1884                                      | Климент (II)                              | [ 5 ] [ 6 ]                               |
| 4 (III)                                   |                                           | Петко Стойчев Каравелов (1843—1903) болг. Петко Стойчев Каравелов                                                                             | 24 (12) августа 1886                      | 28 (16) августа 1886                      | Либеральная партия в коалиции с Консервативной партией, Народной партией и Либеральной партией («радославовцами»)  | 1884                                      | Каравелов (III)                           | [ 10 ] [ 11 ]                             |
| 7 (I)                                     |                                           | Васил Христов Радославов (1854—1929) болг. Васил Христов Радославов                                                                           | 28 (16) августа 1886                      | 10 июля (29 июня) 1887                    | Либеральная партия в коалиции с Консервативной партией                                                             | 1886                                      | Радославов (I)                            | [ 20 ] [ 21 ]                             |
| 8 (I)                                     |                                           | Константин Стоилов Константинов (Константин Стоилов) (1853—1901) болг. Константин Стоилов Константинов                                        | 10 июля (29 июня) 1887                    | 1 сентября (21 августа) 1887              | Консервативная партия в коалиции с Народно-либеральной партией                                                     | 1886                                      | Стоилов (I)                               | [ 22 ] [ 23 ]                             |
| 9                                         |                                           | Стефан Николов Стамболов (1854—1895) болг. Стефан Николов Стамболов                                                                           | 1 сентября (21 августа) 1887              | 31 (19) мая 1894                          | Народно-либеральная партия в коалиции с Консервативной партией                                                     | 1887                                      | Стамболов                                 | [ 24 ]                                    |
| 9                                         | 1890                                      | Стефан Николов Стамболов (1854—1895) болг. Стефан Николов Стамболов                                                                           | 1 сентября (21 августа) 1887              | 31 (19) мая 1894                          | Народно-либеральная партия в коалиции с Консервативной партией                                                     |                                           | Стамболов                                 | [ 24 ]                                    |
| 9                                         | 1893, апрель                              | Стефан Николов Стамболов (1854—1895) болг. Стефан Николов Стамболов                                                                           | 1 сентября (21 августа) 1887              | 31 (19) мая 1894                          | Народно-либеральная партия в коалиции с Консервативной партией                                                     |                                           | Стамболов                                 | [ 24 ]                                    |
| 9                                         | 1893, июль                                | Стефан Николов Стамболов (1854—1895) болг. Стефан Николов Стамболов                                                                           | 1 сентября (21 августа) 1887              | 31 (19) мая 1894                          | Народно-либеральная партия в коалиции с Консервативной партией                                                     |                                           | Стамболов                                 | [ 24 ]                                    |
| 8 (II—III)                                |                                           | Константин Стоилов Константинов (Константин Стоилов) (1853—1901) болг. Константин Стоилов Константинов                                        | 31 (19) мая 1894                          | 21 (9) декабря 1894                       | Народная партия в коалиции с Либеральной партией                                                                   | 1894                                      | Стоилов (II)                              | [ 22 ] [ 23 ]                             |
| 8 (II—III)                                | 21 (9) декабря 1894                       | Константин Стоилов Константинов (Константин Стоилов) (1853—1901) болг. Константин Стоилов Константинов                                        | 30 (18) января 1899                       | Народная партия                           | 1896 | Стоилов (III)                             |                                           | [ 22 ] [ 23 ]                             |
| 10                                        |                                           | Димитр Панайотов Греков (1847—1901) болг. Димитър Панайотов Греков                                                                            | 30 (18) января 1899                       | 13 (1) октября 1899                       | независимый с участием Народно-либеральной партии и Либеральной партии                                             | 1899                                      | Греков                                    | [ 25 ] [ 26 ]                             |
| 11 (I—II)                                 |                                           | Тодор Иванчов (1858—1906) болг. Тодор Иванчов                                                                                                 | 13 (1) октября 1899                       | 9 декабря (27 ноября) 1900                | независимый с участием Либеральной партии                                                                          | 1899                                      | Иванчов (I)                               | [ 27 ]                                    |
| 11 (I—II)                                 | 9 декабря (27 ноября) 1900                | Тодор Иванчов (1858—1906) болг. Тодор Иванчов                                                                                                 | 25 (12) января 1901                       | Иванчов (II)                              | независимый с участием Либеральной партии                                                                          | 1899                                      |                                           | [ 27 ]                                    |
| 12 (I)                                    |                                           | генерал пехоты Рачо Петров Стоянов (Рачо Петров) (1861—1942) болг. Рачо Петров Стоянов                                                        | 25 (12) января 1901                       | 5 марта (21 февраля) 1901                 | независимый | 1901                                      | Петров (I)                                | [ 28 ] [ 18 ]                             |
| 4 (IV)                                    |                                           | Петко Стойчев Каравелов (1843—1903) болг. Петко Стойчев Каравелов                                                                             | 5 марта (21 февраля) 1901                 | 3 января 1902 (22 декабря 1901)           | Демократическая партия в коалиции с Прогрессивно-либеральной партией                                               | 1901                                      | Каравелов (IV)                            | [ 10 ] [ 11 ]                             |
| 13 (I—III)                                |                                           | Стоян Петров Данев (1858—1949) болг. Стоян Петров Данев                                                                                       | 3 января 1902 (22 декабря 1901)           | 27 ноября (4 ноября) 1902                 | Прогрессивно-либеральная партия                                                                                    | 1902                                      | Данев (I, II, III)                        | [ 29 ]                                    |
| 13 (I—III)                                | 27 ноября (4 ноября) 1902                 | Стоян Петров Данев (1858—1949) болг. Стоян Петров Данев                                                                                       | 31 (18) марта 1903                        |                                           | Прогрессивно-либеральная партия                                                                                    | 1902                                      | Данев (I, II, III)                        | [ 29 ]                                    |
| 13 (I—III)                                | 31 (18) марта 1903                        | Стоян Петров Данев (1858—1949) болг. Стоян Петров Данев                                                                                       | 19 (6) мая 1903                           |                                           | Прогрессивно-либеральная партия                                                                                    | 1902                                      | Данев (I, II, III)                        | [ 29 ]                                    |
| 12 (II)                                   |                                           | генерал пехоты Рачо Петров Стоянов (Рачо Петров) (1861—1942) болг. Рачо Петров Стоянов                                                        | 19 (6) мая 1903                           | 5 ноября (24 октября) 1906                | независимый с участием Народно-либеральной партии                                                                  | 1903                                      | Петров (II)                               | [ 28 ] [ 18 ]                             |
| 14                                        |                                           | Димитр Николов Петков (1858—1907) болг. Димитър Николов Петков                                                                                | 5 ноября (24 октября) 1906                | 11 марта (27 февраля) 1907                | Народно-либеральная партия                                                                                         | 1903                                      | Петков                                    | [ 31 ]                                    |
| 15                                        |                                           | Димитр Янев Станчов (1863—1940) болг. Димитър Янев Станчов                                                                                    | 12 марта (28 февраля) 1907                | 16 (3) марта 1907                         | независимый с участием Народно-либеральной партии                                                                  | 1903                                      | Станчов                                   | [ 32 ]                                    |
| 16                                        |                                           | Петр Тодоров Гудев (1863—1932) болг. Петър Тодоров Гудев                                                                                      | 16 (3) марта 1907                         | 29 (16) января 1908                       | Народно-либеральная партия                                                                                         | 1903                                      | Гудев                                     | [ 33 ]                                    |
| 17 (I)                                    |                                           | Александр Павлов Малинов (1867—1938) болг. Александър Павлов Малинов                                                                          | 29 (16) января 1908                       | 5 октября (23 сентября) 1908              | Демократическая партия                                                                                             | 1908                                      | Малинов (I)                               | [ 32 ]                                    |

### Восточная Румелия (1878—1908)
Восточная Румелия (болг. Източна Румелия; осман. روم إلى شرقى‎ — Rumeli-i Şarkî; тур. Doğu Rumeli, греч. Ανατολική Ρωμυλία — Anatoliki Romylia) — автономная османская провинция с центром в Филиппополе (совр. Пловдив). Была провозглашена Портой 1 (13) июля 1878 года в противовес положениям Сан-Стефанского мира; трактом, подписанным после Берлинского конгресса, её провозглашение было признано великими державами и окончательно оформлено 18 (30) мая 1879 года. Восточная Румелия обладала широкой автономией от Османской империи. Она управлялась наместником султана (генерал-губернатором, болг. Главен управител на Източна Румелия), христианского вероисповедания, который назначался с согласия великих держав. С 6 (18) мая 1879 года по 14 (26) апреля 1884 года генерал-губернатором был Александр Богориди (Алеко-паша), с 14 (26) апреля 1884 года по 6 (18) сентября 1885 года — Гаврил Крыстевич (Гавриил-паша). Внутреннее устройство провинции определялось Органическим уставом, выработанным международной комиссией и утверждённым 14 (26) апреля 1879 года. Законодательным органом являлось Областное собрание. Османские войска на территории Восточной Румелии отсутствовали.
Для управления Восточной Румелией при генерал-губернаторе был создан Директорат (болг. Директорат на Източна Румелия) во главе с главным секретарём и директором по внутренним делам (болг. главен секретар и директор на вътрешните работи).
В ходе объединения Болгарии 6 (18) сентября 1885 года в Восточной Румелии было создано Временное правительство во главе с Георги Странским. 10 (22) сентября 1885 года он возглавил учреждённое болгарским князем для управления остающейся номинально в составе Османской империи провинцией Комиссарство Южной Болгарии (болг. Комисарство в Южна България); 13 (25) апреля 1886 года Восточная Румелия была формально восстановлена, при этом её генерал-губернатором стал болгарский князь. 23 сентября (5 октября) 1908 года при провозглашении независимого Болгарского царства провинция окончательно вошла в состав Болгарии.
|          | Портрет               | Имя (годы жизни)                                                                                             | Полномочия           | Полномочия                        | Партия             | Должность                                                          |
| Начало   | Портрет               | Имя (годы жизни)                                                                                             | Окончание            |                                   | Партия             | Должность                                                          |
| -------- | --------------------- | --- | -------------------- | --------------------------------- | ------------------ | ------------------------------------------------------------------ |
| А        |                       | Гаврил Баев Крыстевич (1817—1898) болг. Гаврил Баев Кръстевич урожд. Гандё Кытёв Баев болг. Гандю Кътюв Баюв | 21 мая (2 июня) 1879 | 12 (26) апреля 1884               | независимый        | Главный секретарь Директории генерал-губернатора Восточной Румелии |
| Б        |                       | Никола Анастасов Начов (1853—1916) болг. Никола Анастасов Начов                                              | 12 (26) апреля 1884  | 6 (18) сентября 1885              | независимый        | Главный секретарь Директории генерал-губернатора Восточной Румелии |
| В (I—II) |                       | Георги Иванов Странский (1814—1904) болг. Георги Иванов Странски                                             | 6 (18) сентября 1885 | 10 (22) сентября 1885             | Либеральная партия | Глава Временного правительства Восточной Румелии                   |
| В (I—II) | 10 (22) сентября 1885 | Георги Иванов Странский (1814—1904) болг. Георги Иванов Странски                                             | 13 (25) апреля 1886  | Княжеский комиссар Южной Болгарии | Либеральная партия |                                                                    |

## Царство Болгария (1908—1946)
Царство Болгария (болг. Царство България) — болгарское государство, существовавшее от провозглашения независимости в 1908 году до упразднения института монархии на референдуме 1946 года. В историографии также именуется Третье Болгарское царство (Первое существовало в 681—1018 годах, Второе — в 1185—1396 годах).
Представляло собой конституционную монархию (Тырновская конституция 1879 года с поправками). Главой государства являлся царь, царствующей династией — Саксен-Кобург-Готская.
|             | Портрет                         | Имя (годы жизни)                                                                        | Полномочия                   | Полномочия | Партия | Выборы | Кабинет           | Пр.           |
| Начало      | Портрет                         | Имя (годы жизни)                                                                        | Окончание                    | | Партия | Выборы | Кабинет           | Пр.           |
| ----------- | ------------------------------- | --------------------------------------------------------------------------------------- | ---------------------------- | --- | --- | --- | ----------------- | ------------- |
| 17 (I—II)   |                                 | Александр Павлов Малинов (1867—1938) болг. Александър Павлов Малинов                    | 23 сентября (5 октября) 1908 | 5 (18) сентября 1910 | Демократическая партия | [ 35 ] | Малинов (I)       | [ 32 ]        |
| 17 (I—II)   | 5 (18) сентября 1910            | Александр Павлов Малинов (1867—1938) болг. Александър Павлов Малинов                    | 16 (29) марта 1911           | Малинов (II) | Демократическая партия | [ 35 ] |                   | [ 32 ]        |
| 18          |                                 | Иван Евстратиев Гешов (1849—1924) болг. Иван Евстратиев Гешов                           | 16 (29) марта 1911           | 1 (14) июня 1913 | Народная партия в коалиции с Прогрессивно-либеральной партией | 1911, июнь 1911, сентябрь | Гешов             | [ 36 ]        |
| 13 (IV)     |                                 | Стоян Петров Данев (1858—1949) болг. Стоян Петров Данев                                 | 1 (14) июня 1913             | 4 (17) июля 1913 | Прогрессивно-либеральная партия в коалиции с Народной партией | 1911, июнь 1911, сентябрь | Данев (IV)        | [ 29 ]        |
| 7 (II—III)  |                                 | Васил Христов Радославов (1854—1929) болг. Васил Христов Радославов                     | 4 (17) июля 1913             | 19 декабря 1913 (1 января 1914) | Либеральная партия в коалиции с Народно-либеральной партией и Младолиберальной партией | 1913 | Радославов (II)   | [ 20 ] [ 21 ] |
| 7 (II—III)  | 19 декабря 1913 (1 января 1914) | Васил Христов Радославов (1854—1929) болг. Васил Христов Радославов                     | 8 (21) июня 1918             | 1914 | Либеральная партия в коалиции с Народно-либеральной партией и Младолиберальной партией | Радославов (III) |                   | [ 20 ] [ 21 ] |
| 17 (III—IV) |                                 | Александр Павлов Малинов (1867—1938) болг. Александър Павлов Малинов                    | 21 июня 1918                 | 1914 | 17 октября 1918 | Демократическая партия в коалиции с Радикал-демократической партией | Малинов (III, IV) | [ 32 ]        |
| 17 (III—IV) | 17 октября 1918                 | Александр Павлов Малинов (1867—1938) болг. Александър Павлов Малинов                    | 28 ноября 1918               | 1914 | Демократическая партия в коалиции с Народной партией, Болгарской рабочей социал-демократической партией (широких социалистов) и Болгарским земледельческим народным союзом                                                                       | | Малинов (III, IV) | [ 32 ]        |
| 19 (I—II)   |                                 | Теодор Иванов Теодоров (1859—1924) болг. Теодор Иванов Теодоров                         | 28 ноября 1918               | 1914 | 7 мая 1919 | Народная партия в коалиции с Демократической партией, Прогрессивно-либеральной партией, Радикал-демократической партией, Болгарской рабочей социал-демократической партией (широких социалистов) и Болгарским земледельческим народным союзом | Теодоров (I, II)  | [ 37 ]        |
| 19 (I—II)   | 7 мая 1919                      | Теодор Иванов Теодоров (1859—1924) болг. Теодор Иванов Теодоров                         | 6 октября 1919               | 1914 | | Народная партия в коалиции с Демократической партией, Прогрессивно-либеральной партией, Радикал-демократической партией, Болгарской рабочей социал-демократической партией (широких социалистов) и Болгарским земледельческим народным союзом | Теодоров (I, II)  | [ 37 ]        |
| 20 (I—II)   |                                 | Александр Стоименов Стамболийский (1879—1923) болг. Александър Стоименов Стамболийски   | 6 октября 1919               | 9 февраля 1923 | Болгарский земледельческий народный союз до 16 апреля 1920 года в коалиции с Народной партией и Прогрессивно-либеральной партией | 1919 1920 | Стамболийский (I) | [ 38 ] [ 39 ] |
| 20 (I—II)   | 9 февраля 1923                  | Александр Стоименов Стамболийский (1879—1923) болг. Александър Стоименов Стамболийски   | 9 июня 1923                  | Болгарский земледельческий народный союз | 1923, апрель | Стамболийский (II) |                   | [ 38 ] [ 39 ] |
| 21 (I—II)   |                                 | Александр Цолов Цанков (1879—1959) болг. Александър Цолов Цанков                        | 9 июня 1923                  | 22 сентября 1923 | Демократический сговор в коалиции с Национал-либеральной партией, Демократической партией, Радикал-демократической партией, Болгарской рабочей социал-демократической партией (широких социалистов) и Объединённой народно-прогрессивной партией | [ 41 ] | Цанков (I)        | [ 32 ]        |
| 21 (I—II)   | 22 сентября 1923                | Александр Цолов Цанков (1879—1959) болг. Александър Цолов Цанков                        | 4 января 1926                | Демократический сговор до 20 февраля 1924 года в коалиции с Болгарской рабочей социал-демократической партией (широких социалистов) | 1923, ноябрь | Цанков (II) |                   | [ 32 ]        |
| 22 (I—III)  |                                 | Андрей Тасев Ляпчев (1866—1933) болг. Андрей Тасев Ляпчев                               | 4 января 1926                | 12 сентября 1928 | Демократический сговор | 1927 | Ляпчев (I)        | [ 42 ]        |
| 22 (I—III)  | 12 сентября 1928                | Андрей Тасев Ляпчев (1866—1933) болг. Андрей Тасев Ляпчев                               | 15 мая 1930                  | Ляпчев (II, III) | Демократический сговор | 1927 |                   | [ 42 ]        |
| 22 (I—III)  | 15 мая 1930                     | Андрей Тасев Ляпчев (1866—1933) болг. Андрей Тасев Ляпчев                               | 29 июня 1931                 | Ляпчев (II, III) | Демократический сговор | 1927 |                   | [ 42 ]        |
| 17 (V)      |                                 | Александр Павлов Малинов (1867—1938) болг. Александър Павлов Малинов                    | 29 июня 1931                 | 12 октября 1931 | Демократическая партия в коалиции с Болгарским земледельческим народным союзом, Национал-либеральной партией и Радикальной партией | 1931 | Малинов (V)       | [ 32 ]        |
| 23 (I—II)   |                                 | Никола Стойков Мушанов (1872—1951) болг. Никола Стойков Мушанов                         | 12 октября 1931              | 31 декабря 1932 | Демократическая партия в коалиции с Болгарским земледельческим народным союзом, Национал-либеральной партией и Радикальной партией | 1931 | Мушанов (I, II)   | [ 44 ] [ 32 ] |
| 23 (I—II)   | 31 декабря 1932                 | Никола Стойков Мушанов (1872—1951) болг. Никола Стойков Мушанов                         | 19 мая 1934                  | | Демократическая партия в коалиции с Болгарским земледельческим народным союзом, Национал-либеральной партией и Радикальной партией | 1931 | Мушанов (I, II)   | [ 44 ] [ 32 ] |
| 24 (I)      |                                 | Кимон Стоянов Георгиев (1882—1969) болг. Кимон Стоянов Георгиев                         | 19 мая 1934                  | 22 января 1935 | независимый | [ 47 ] | Георгиев (I)      | [ 48 ] [ 49 ] |
| 25          |                                 | генерал-лейтенант Пенчо Иванов Златев (1883—1948) болг. Пенчо Иванов Златев             | 22 января 1935               | 21 апреля 1935 | независимый | [ 50 ] | Златев            | [ 32 ] [ 51 ] |
| 26          |                                 | Андрей Славов Тошев (1867—1944) болг. Андрей Славов Тошев                               | 21 апреля 1935               | 23 ноября 1935 | независимый | [ 50 ] | Тошев             | [ 32 ]        |
| 27 (I—IV)   |                                 | Георгий Иванов Кёсеиванов (1884—1960) болг. Георги Иванов Кьосеиванов                   | 23 ноября 1935               | 4 июля 1936 | независимый | [ 50 ] | Кёсеиванов (I)    | [ 52 ]        |
| 27 (I—IV)   | 4 июля 1936                     | Георгий Иванов Кёсеиванов (1884—1960) болг. Георги Иванов Кьосеиванов                   | 14 ноября 1938               | Кёсеиванов (II, III, IV) | независимый | [ 50 ] |                   | [ 52 ]        |
| 27 (I—IV)   | 14 ноября 1938                  | Георгий Иванов Кёсеиванов (1884—1960) болг. Георги Иванов Кьосеиванов                   | 23 октября 1939              | Кёсеиванов (II, III, IV) | независимый | [ 50 ] |                   | [ 52 ]        |
| 27 (I—IV)   | 23 октября 1939                 | Георгий Иванов Кёсеиванов (1884—1960) болг. Георги Иванов Кьосеиванов                   | 16 февраля 1940              | Кёсеиванов (II, III, IV) | независимый | [ 50 ] |                   | [ 52 ]        |
| 28 (I—II)   |                                 | Богдан Димитров Филов (1883—1945) болг. Богдан Димитров Филов                           | 16 февраля 1940              | 11 апреля 1942 | независимый | [ 50 ] | Филов (I)         | [ 53 ]        |
| 28 (I—II)   | 11 апреля 1942                  | Богдан Димитров Филов (1883—1945) болг. Богдан Димитров Филов                           | 9 сентября 1943              | Филов (II) | независимый | [ 50 ] |                   | [ 53 ]        |
| и. о.       |                                 | Петр Димитров Габровский (1898—1945) болг. Петър Димитров Габровски                     | 9 сентября 1943              | Филов (II) | независимый | [ 50 ] | 14 сентября 1943  | [ 32 ]        |
| 29          |                                 | Добри Божилов Хаджиянакиев (Добри Божилов) (1884—1945) болг. Добри Божилов Хаджиянакиев | 14 сентября 1943             | 1 июня 1944 | независимый | [ 50 ] | Божилов           | [ 54 ]        |
| 30          |                                 | Иван Иванов Багрянов (1891—1945) болг. Иван Иванов Багрянов                             | 1 июня 1944                  | 2 сентября 1944 | независимый | [ 50 ] | Багрянов          | [ 55 ] [ 32 ] |
| 31          |                                 | Константин Владов Муравиев (1893—1965) болг. Константин Владов Муравиев                 | 2 сентября 1944              | 9 сентября 1944 | Болгарский земледельческий народный союз в коалиции с Демократической партией | [ 50 ] | Муравиев          | [ 32 ]        |
| 24 (II—III) |                                 | Кимон Стоянов Георгиев (1882—1969) болг. Кимон Стоянов Георгиев                         | 9 сентября 1944              | 31 марта 1946 | Звено в коалиции Отечественного фронта с Болгарской рабочей партией (коммунистами), Болгарской рабочей социал-демократической партией (широких социалистов) и Болгарским земледельческим народным союзом                                         | 1945 | Георгиев (II)     | [ 48 ]        |
| 24 (II—III) | 31 марта 1946                   | Кимон Стоянов Георгиев (1882—1969) болг. Кимон Стоянов Георгиев                         | 15 сентября 1946             | Звено в коалиции Отечественного фронта с Болгарской рабочей партией (коммунистами), Болгарской рабочей социал-демократической партией (широких социалистов), Болгарским земледельческим народным союзом и Радикальной партией (объединённой) | Георгиев (III) | 1945 |                   | [ 48 ]        |

## Народная Республика Болгария (1946—1990)
В 1946—1990 годах официальным названием Болгарии было Народная Республика Болгария (болг. Народна Република България), а власть в стране фактически принадлежала Болгарской коммунистической партии, возглавлявшая общественно-политическую организацию Отечественный фронт. Формальным главой государства являлся Председатель Президиума Народного Собрания (до 1971 года) и Председатель Государственного совета (после 1971 года) — глава коллективного исполнительного органа, выполнявшего президентские функции; фактически страной руководил Генеральный секретарь ЦК БКП. Председатель Совета министров, таким образом, являлся третьим лицом в государстве.
|                                                                          | Портрет                                                                  | Имя (годы жизни)                                                                        | Полномочия                                                               | Полномочия                                                               | Партия | Выборы                                                                   | Кабинет | Пр.                                                                      |
| Начало                                                                   | Портрет                                                                  | Имя (годы жизни)                                                                        | Окончание                                                                |                                                                          | Партия | Выборы                                                                   | Кабинет | Пр.                                                                      |
| Председатель Совета Министров, с 22 сентября 1990 года — Премьер-министр | Председатель Совета Министров, с 22 сентября 1990 года — Премьер-министр | Председатель Совета Министров, с 22 сентября 1990 года — Премьер-министр                | Председатель Совета Министров, с 22 сентября 1990 года — Премьер-министр | Председатель Совета Министров, с 22 сентября 1990 года — Премьер-министр | Председатель Совета Министров, с 22 сентября 1990 года — Премьер-министр | Председатель Совета Министров, с 22 сентября 1990 года — Премьер-министр | Председатель Совета Министров, с 22 сентября 1990 года — Премьер-министр                                         | Председатель Совета Министров, с 22 сентября 1990 года — Премьер-министр |
| ------------------------------------------------------------------------ | ------------------------------------------------------------------------ | --------------------------------------------------------------------------------------- | ------------------------------------------------------------------------ | ------------------------------------------------------------------------ | --- | ------------------------------------------------------------------------ | --- | ------------------------------------------------------------------------ |
| 24 (III)                                                                 |                                                                          | Кимон Стоянов Георгиев (1882—1969) болг. Кимон Стоянов Георгиев                         | 15 сентября 1946                                                         | 23 ноября 1946                                                           | Звено в коалиции Отечественного фронта с Болгарской рабочей партией (коммунистами), Болгарской рабочей социал-демократической партией (широких социалистов), Болгарским земледельческим народным союзом и Радикальной партией (объединённой)  | [ 59 ]                                                                   | Георгиев (III)                                                                                                   | [ 48 ]                                                                   |
| 32 (I—II)                                                                |                                                                          | Георгий Димитров Михайлов (Георгий Димитров) (1882—1949) болг. Георги Михайлов Димитров | 23 ноября 1946                                                           | 11 декабря 1947                                                          | Болгарская рабочая партия (коммунисты) → Болгарская коммунистическая партия в коалиции Отечественного фронта с Болгарской рабочей социал-демократической партией (широких социалистов), Болгарским земледельческим народным союзом и «Звеном» | 1946                                                                     | Г. Димитров (I)                                                                                                  | [ 61 ]                                                                   |
| 32 (I—II)                                                                | 11 декабря 1947                                                          | Георгий Димитров Михайлов (Георгий Димитров) (1882—1949) болг. Георги Михайлов Димитров | 2 июля 1949                                                              | Г. Димитров (II)                                                         | Болгарская рабочая партия (коммунисты) → Болгарская коммунистическая партия в коалиции Отечественного фронта с Болгарской рабочей социал-демократической партией (широких социалистов), Болгарским земледельческим народным союзом и «Звеном» | 1946                                                                     | | [ 61 ]                                                                   |
| и. о.                                                                    |                                                                          | Васил Петров Коларов (1877—1950) болг. Васил Петров Коларов                             | 2 июля 1949                                                              | Г. Димитров (II)                                                         | 20 июля 1949 | 1946                                                                     | Болгарская коммунистическая партия в коалиции Отечественного фронта с Болгарским земледельческим народным союзом | [ 63 ] [ 64 ]                                                            |
| 33 (I—II)                                                                | 20 июля 1949                                                             | Васил Петров Коларов (1877—1950) болг. Васил Петров Коларов                             | 20 января 1950                                                           | 1949                                                                     | Коларов (I, II) / Червенков (I) |                                                                          | Болгарская коммунистическая партия в коалиции Отечественного фронта с Болгарским земледельческим народным союзом | [ 63 ] [ 64 ]                                                            |
| 33 (I—II)                                                                | 20 января 1950                                                           | Васил Петров Коларов (1877—1950) болг. Васил Петров Коларов                             | 23 января 1950                                                           | 1949                                                                     | Коларов (I, II) / Червенков (I) |                                                                          | Болгарская коммунистическая партия в коалиции Отечественного фронта с Болгарским земледельческим народным союзом | [ 63 ] [ 64 ]                                                            |
| и. о.                                                                    |                                                                          | Вылко Велёв Червенков (1900—1980) болг. Вълко Вельов Червенков                          | 23 января 1950                                                           | 1949                                                                     | Коларов (I, II) / Червенков (I) | 3 февраля 1950                                                           | Болгарская коммунистическая партия в коалиции Отечественного фронта с Болгарским земледельческим народным союзом | [ 65 ]                                                                   |
| 34 (I—II)                                                                | 3 февраля 1950                                                           | Вылко Велёв Червенков (1900—1980) болг. Вълко Вельов Червенков                          | 20 января 1954                                                           | 1953                                                                     | Коларов (I, II) / Червенков (I) |                                                                          | Болгарская коммунистическая партия в коалиции Отечественного фронта с Болгарским земледельческим народным союзом | [ 65 ]                                                                   |
| 34 (I—II)                                                                | 20 января 1954                                                           | Вылко Велёв Червенков (1900—1980) болг. Вълко Вельов Червенков                          | 17 апреля 1956                                                           | 1953                                                                     | Червенков (II) |                                                                          | Болгарская коммунистическая партия в коалиции Отечественного фронта с Болгарским земледельческим народным союзом | [ 65 ]                                                                   |
| 35 (I—III)                                                               |                                                                          | Антон Танев Югов (1904—1991) болг. Антон Танев Югов                                     | 17 апреля 1956                                                           | 15 января 1958                                                           | 1957 | Югов (I, II, III)                                                        | Болгарская коммунистическая партия в коалиции Отечественного фронта с Болгарским земледельческим народным союзом | [ 32 ]                                                                   |
| 35 (I—III)                                                               | 15 января 1958                                                           | Антон Танев Югов (1904—1991) болг. Антон Танев Югов                                     | 17 марта 1962                                                            |                                                                          | 1957 | Югов (I, II, III)                                                        | Болгарская коммунистическая партия в коалиции Отечественного фронта с Болгарским земледельческим народным союзом | [ 32 ]                                                                   |
| 35 (I—III)                                                               | 17 марта 1962                                                            | Антон Танев Югов (1904—1991) болг. Антон Танев Югов                                     | 5 ноября 1962                                                            |                                                                          | 1957 | Югов (I, II, III)                                                        | Болгарская коммунистическая партия в коалиции Отечественного фронта с Болгарским земледельческим народным союзом | [ 32 ]                                                                   |
| и. о.                                                                    |                                                                          | Тодор Христов Живков (1911—1998) болг. Тодор Христов Живков                             | 5 ноября 1962                                                            | 27 ноября 1962                                                           | 1957 | Югов (I, II, III)                                                        | Болгарская коммунистическая партия в коалиции Отечественного фронта с Болгарским земледельческим народным союзом | [ 66 ] [ 67 ]                                                            |
| 36 (I—II)                                                                | 27 ноября 1962                                                           | Тодор Христов Живков (1911—1998) болг. Тодор Христов Живков                             | 12 марта 1966                                                            | 1962                                                                     | Живков (I) |                                                                          | Болгарская коммунистическая партия в коалиции Отечественного фронта с Болгарским земледельческим народным союзом | [ 66 ] [ 67 ]                                                            |
| 36 (I—II)                                                                | 12 марта 1966                                                            | Тодор Христов Живков (1911—1998) болг. Тодор Христов Живков                             | 9 июля 1971                                                              | 1966                                                                     | Живков (II) |                                                                          | Болгарская коммунистическая партия в коалиции Отечественного фронта с Болгарским земледельческим народным союзом | [ 66 ] [ 67 ]                                                            |
| 37 (I—II)                                                                |                                                                          | Станко Тодоров Георгиев (Станко Тодоров) (1920—1996) болг. Станко Тодоров Георгиев      | 7 июля 1971                                                              | 17 июня 1976                                                             | 1971 | Тодоров (I)                                                              | Болгарская коммунистическая партия в коалиции Отечественного фронта с Болгарским земледельческим народным союзом | [ 68 ] [ 69 ]                                                            |
| 37 (I—II)                                                                | 17 июня 1976                                                             | Станко Тодоров Георгиев (Станко Тодоров) (1920—1996) болг. Станко Тодоров Георгиев      | 16 июня 1981                                                             | 1976                                                                     | Тодоров (II) |                                                                          | Болгарская коммунистическая партия в коалиции Отечественного фронта с Болгарским земледельческим народным союзом | [ 68 ] [ 69 ]                                                            |
| 38                                                                       |                                                                          | Георгий (Гриша) Станчев Филипов (1919—1994) болг. Георги Станчев Филипов                | 16 июня 1981                                                             | 24 марта 1986                                                            | 1981 | Филипов                                                                  | Болгарская коммунистическая партия в коалиции Отечественного фронта с Болгарским земледельческим народным союзом | [ 32 ]                                                                   |
| 39 (I—II)                                                                |                                                                          | Георгий Иванов Атанасов (1933—2022) болг. Георги Иванов Атанасов                        | 24 марта 1986                                                            | 18 июня 1986                                                             | 1981 | Филипов                                                                  | Болгарская коммунистическая партия в коалиции Отечественного фронта с Болгарским земледельческим народным союзом | [ 32 ]                                                                   |
| 39 (I—II)                                                                | 21 марта 1986                                                            | Георгий Иванов Атанасов (1933—2022) болг. Георги Иванов Атанасов                        | 8 февраля 1990                                                           | 1986                                                                     | Атанасов |                                                                          | Болгарская коммунистическая партия в коалиции Отечественного фронта с Болгарским земледельческим народным союзом | [ 32 ]                                                                   |
| 40 (I—II)                                                                |                                                                          | Андрей Карлов Луканов (1938—1996) болг. Андрей Карлов Луканов                           | 8 февраля 1990                                                           | 1986                                                                     | 21 сентября 1990 | Болгарская коммунистическая партия → Болгарская социалистическая партия  | Луканов (I) | [ 71 ]                                                                   |
| 40 (I—II)                                                                | 21 сентября 1990                                                         | Андрей Карлов Луканов (1938—1996) болг. Андрей Карлов Луканов                           | 15 ноября 1990                                                           | 1986                                                                     | Луканов (II) | Болгарская коммунистическая партия → Болгарская социалистическая партия  | | [ 71 ]                                                                   |

## Республика Болгария (с 1990 года)
С 15 ноября 1990 года принято новое наименование страны — Республика Болгария (болг. Република България).
|                 | Портрет         | Имя (годы жизни)                                                                                 | Полномочия      | Полномочия      | Партия | Выборы          | Кабинет               | Пр.             |
| Начало          | Портрет         | Имя (годы жизни)                                                                                 | Окончание       |                 | Партия | Выборы          | Кабинет               | Пр.             |
| Премьер-министр | Премьер-министр | Премьер-министр                                                                                  | Премьер-министр | Премьер-министр | Премьер-министр | Премьер-министр | Премьер-министр       | Премьер-министр |
| --------------- | --------------- | ------------------------------------------------------------------------------------------------ | --------------- | --------------- | --- | --------------- | --------------------- | --------------- |
| 40 (II)         |                 | Андрей Карлов Луканов (1938—1996) болг. Андрей Карлов Луканов                                    | 15 ноября 1990  | 7 декабря 1990  | Болгарская социалистическая партия | [ 73 ]          | Луканов (II)          | [ 71 ]          |
| 41              |                 | Димитр Илиев Попов (1927—2015) болг. Димитър Илиев Попов                                         | 7 декабря 1990  | 8 ноября 1991   | независимый с участием Болгарского земледельческого народного союза, Союза демократических сил и Болгарской социалистической партии | 1990            | Попов                 | [ 32 ]          |
| 42              |                 | Филип Димитров Димитров (1955—) болг. Филип Димитров Димитров                                    | 8 ноября 1991   | 30 декабря 1992 | Союз демократических сил в коалиции с Демократической партией и Радикал-демократической партией | 1991            | Ф. Димитров           | [ 74 ] [ 75 ]   |
| 43              |                 | Любен Борисов Беров (1925—2006) болг. Любен Борисов Беров                                        | 30 декабря 1992 | 17 октября 1994 | независимый с участием Альтернативной социал-либеральной партии, Движения за права и свободы, Союза демократических сил и, с 23 июня 1993 года, Болгарской социал-демократической партии | 1991            | Беров                 | [ 32 ]          |
| 44              |                 | Ренета Иванова Инджова (1953—) болг. Ренета Иванова Инджова (служебное правительство)            | 17 октября 1994 | 25 января 1995  | независимый с участием Союза демократических сил | 1991            | Инджова               | [ 76 ] [ 32 ]   |
| 45              |                 | Жан Василев Виденов (1959—) болг. Жан Василев Виденов                                            | 25 января 1995  | 12 февраля 1997 | Болгарская социалистическая партия в коалиции с Земледельческим союзом Александра Стамболийского и Политическим клубом «Экогласность» | 1994            | Виденов               | [ 77 ]          |
| 46              |                 | Стефан Антонов Софиянский (1951—) болг. Стефан Антонов Софиянски (служебное правительство)       | 12 февраля 1997 | 21 мая 1997     | Союз демократических сил | 1994            | Софиянский            | [ 78 ] [ 79 ]   |
| 47              |                 | Иван Йорданов Костов (1949—) болг. Иван Йорданов Костов                                          | 21 мая 1997     | 24 июля 2001    | Союз демократических сил в коалиции с Демократической партией и Болгарским земледельческим народным союзом — Народным союзом | 1997            | Костов                | [ 80 ]          |
| 48              |                 | Симеон Борисов Саксен-Кобург-Готский (1937—) болг. Симеон Борисов Сакскобургготски               | 24 июля 2001    | 17 августа 2005 | Национальное движение «Симеон Второй» в коалиции с Движением за права и свободы | 2001            | Саксен-Кобург-Готский | [ 81 ]          |
| 49              |                 | Сергей Дмитриевич Станишев (1966—) болг. Сергей Дмитриевич Станишев                              | 17 августа 2005 | 27 июля 2009    | Болгарская социалистическая партия в коалиции с Национальным движением «Симеон Второй» (с 2007 года — Национальным движением за стабильность и подъём) и Движением за права и свободы | 2005            | Станишев              | [ 83 ]          |
| 50 (I)          |                 | Бойко Методиев Борисов (1959—) болг. Бойко Методиев Борисов                                      | 27 июля 2009    | 12 марта 2013   | Граждане за европейское развитие Болгарии | 2009            | Борисов (I)           | [ 84 ] [ 85 ]   |
| 51              |                 | Марин Райков Николов (Марин Райков) (1960—) болг. Марин Райков Николов (служебное правительство) | 12 марта 2013   | 29 мая 2013     | независимый с участием партии Граждане за европейское развитие Болгарии | 2009            | Райков                | [ 86 ]          |
| 52              |                 | Пламен Василев Орешарски (1960—) болг. Пламен Василев Орешарски                                  | 29 мая 2013     | 6 августа 2014  | независимый с участием Болгарской социалистической партии и Движения за права и свободы | 2013            | Орешарский            | [ 87 ]          |
| 53              |                 | Георгий Петков Близнашкий (1956—) болг. Георги Петков Близнашки (служебное правительство)        | 6 августа 2014  | 7 ноября 2014   | независимый с участием партии Граждане за европейское развитие Болгарии, Союза демократических сил и движения Болгария для граждан | 2013            | Близнашкий            | [ 88 ]          |
| 50 (II)         |                 | Бойко Методиев Борисов (1959—) болг. Бойко Методиев Борисов                                      | 7 ноября 2014   | 27 января 2017  | Граждане за европейское развитие Болгарии в коалиции с Союзом демократических сил, Болгарским земледельческим народным союзом, Альтернативой за болгарское возрождение и Движением «Болгария граждан» | 2014            | Борисов (II)          | [ 84 ] [ 85 ]   |
| 54              |                 | Огнян Стефанов Герджиков (1946—) болг. Огнян Стефанов Герджиков (служебное правительство)        | 27 января 2017  | 4 мая 2017      | независимый с участием Болгарской социалистической партии | 2014            | Герджиков             | [ 89 ]          |
| 50 (III)        |                 | Бойко Методиев Борисов (1959—) болг. Бойко Методиев Борисов                                      | 4 мая 2017      | 12 мая 2021     | Граждане за европейское развитие Болгарии в коалиции с Объединёнными патриотами | 2017            | Борисов (III)         | [ 84 ] [ 85 ]   |
| 55              |                 | Стефан Динчев Янев (1960—) болг. Стефан Динчев Янев (служебное правительство)                    | 12 мая 2021     | 13 декабря 2021 | независимый с участием Болгарской социалистической партии | 2017            | Янев                  | [ 90 ] [ 91 ]   |
| 55              | 2021, апрель    | Стефан Динчев Янев (1960—) болг. Стефан Динчев Янев (служебное правительство)                    | 12 мая 2021     | 13 декабря 2021 | независимый с участием Болгарской социалистической партии |                 | Янев                  | [ 90 ] [ 91 ]   |
| 55              | 2021, июль      | Стефан Динчев Янев (1960—) болг. Стефан Динчев Янев (служебное правительство)                    | 12 мая 2021     | 13 декабря 2021 | независимый с участием Болгарской социалистической партии |                 | Янев                  | [ 90 ] [ 91 ]   |
| 56              |                 | Кирил Петков Петков (1980—) болг. Кирил Петков Петков                                            | 13 декабря 2021 | 2 августа 2022  | Продолжаем перемены с участием Болгарской социалистической партии, партиями Есть такой народ и Демократическая Болгария | 2021, ноябрь    | Петков                | [ 92 ]          |
| 57 (I—II)       |                 | Гылыб Спасов Донев (1967—) болг. Гълъб Спасов Донев (техническое правительство)                  | 2 августа 2022  | 3 февраля 2023  | независимый с участием партии Продолжаем перемены | 2021, ноябрь    | Донев (I)             | [ 93 ] [ 94 ]   |
| 57 (I—II)       | 2022            | Гылыб Спасов Донев (1967—) болг. Гълъб Спасов Донев (техническое правительство)                  | 2 августа 2022  | 3 февраля 2023  | независимый с участием партии Продолжаем перемены |                 | Донев (I)             | [ 93 ] [ 94 ]   |
| 57 (I—II)       | 3 февраля 2023  | Гылыб Спасов Донев (1967—) болг. Гълъб Спасов Донев (техническое правительство)                  | 6 июня 2023     | Донев (II)      | независимый с участием партии Продолжаем перемены |                 |                       | [ 93 ] [ 94 ]   |
| 58              |                 | Николай Денков Денков (1962—) болг. Николай Денков Денков                                        | 6 июня 2023     | 9 апреля 2024   | Продолжаем перемены в составе коалиции Продолжаем перемены — Демократическая Болгария с Демократами за сильную Болгарию, Движением «Да, Болгария», Зелёным движением и Средним европейским классом, с коалицией ГЕРБ-СДС в составе Граждан за европейское развитие Болгарии, Союза демократических сил и Движения «Георгиев день» | 2023            | Денков                | [ 95 ] [ 96 ]   |
| 59 (I—II)       |                 | Димитар Борисов Главчев (1963—) болг. Димитър Борисов Главчев                                    | 9 апреля 2024   | 27 августа 2024 | независимый с участием Болгарской социалистической партии | 2023            | Главчев (I)           | [ 97 ] [ 98 ]   |
| 59 (I—II)       | 27 августа 2024 | Димитар Борисов Главчев (1963—) болг. Димитър Борисов Главчев                                    | 16 января 2025  | 2024, июнь      | независимый с участием Болгарской социалистической партии | Главчев (II)    |                       | [ 97 ] [ 98 ]   |
| 60              |                 | Росен Димитров Желязков (1968—) болг. Росен Димитров Желязков                                    | 16 января 2025  | действующий     | Граждане за европейское развитие Болгарии в коалиции с Союзом демократических сил, Болгарской социалистической партией и партией «Есть такой народ» | 2024, октябрь   | Желязков              | [ 99 ] [ 100 ]  |